# Джон Калберсон
Джон Абні Калберсон (англ. John Abney Culberson; нар. 24 серпня 1956, Х'юстон, Техас) — американський політик-республіканець, з 2001 року він представляє 7-й округ штату Техас у Палаті представників США.
У 1981 році він закінчив Південний методистський університет, у 1989 отримав диплом юриста у Коледжі права Південного Техасу. З 1986 по 2001 Калберсон був членом Палати представників Техасу. У той же час, він працював як адвокат у юридичній фірмі Lorance and Thompson.
Калберсон є далеким родичем колишнього губернатора Техасу і сенатора США Чарльза Аллена Калберсона.